# Dirty Three
Dirty Three — австралийское инструменальное рок-трио, основанное в 1992 году. Состоит из скрипача и бас-гитариста Уоррена Эллиса, ударника Джима Уайта, соло- и бас-гитариста Мика Тёрнера. Участники редко выступают вместе, так как Эллис живёт в Париже, Уайт — в Нью-Йорке, а Тёрнер — в Мельбурне. Несмотря на это, Dirty Three выпустили ряд успешных альбомов, один из которых — Ocean Songs — вошёл в список «100 лучших австралийских альбомов».

## История
Коллектив был сформирован в Мельбурне в 1992 году уличным музыкантом и бывшим лидером These Future Kings Уорреном Эллисом, а также участниками авангардной группы Venom P. Stinger Джимом Уайтом и Миком Тёрнером. Музыканты сыграли свой дебютный концерт в Ричмонде, штат Виктория, 25 апреля, на день АНЗАК. Характерной особенностью звучания трио сразу же стала искажённая игра Эллиса, существенно отличающаяся от традиционного звука скрипки. Свой первый, 12-трековый, альбом Dirty Three записали на кассету, которая распространялась на концертах коллектива, и быстро принесла ему известность. Уже в июле 1993 года группа подписала контракт с местным независимым лейблом и дебютная запись была переиздана на дисковом носителе.
В середине 1990-х музыканты активно гастролировали, посетив Соединённые Штаты, Канаду, Великобританию, Германию, Грецию и Израиль. В 1996 году Эллис был принят в группу Nick Cave and the Bad Seeds, в результате чего состоялось несколько совместных концертов Dirty Three и The Bad Seeds. В том же году коллектив записал альбом Horse Stories, который был признан журналистами американского Rolling Stone одним из трёх лучших альбомов 1996-го. В 1998 году была выпущена пластинка Ocean Songs, включённая в список «100 лучших австралийских альбомов». Крисс Моррис из Billboard оценил её как неожиданно новое направление творчества Dirty Three, «восторженное и лиричное, а не взрывное и лихорадочное».
В 2003 году, во время концертного тура по Тайвани, трио было вынуждено выступать во время серьёзной грозы и бури, что повлекло за собой перерыв в творчестве. В студию группа вернулась только в 2005 году, записав альбом Cinder. По духу он был похож на Ocean Songs, с тем лишь отличием, что композиции были более короткими, но в целом их было больше — 19 треков на двух дисках. Во второй половине 2000-х коллектив давал концерты в Малайзии, Гонконге, Китае и Японии. В 2012 году вышла новая пластинка трио, Toward the Low Sun, которая была исполнена в полном объёме в Сиднейском оперном театре. Также она стала первой записью Dirty Three, попавшей в хит-парад журнала Billboard — Top Heatseekers.

## Музыкальный стиль
Австралийский историк рок-музыки Ян МакФерлейн сравнивает инструментальный стиль Dirty Three с джаз-фьюжном 1970-х годов. В то же время критик уточняет, что группа играет «импровизационный, электрический рок, без театральности джаз-фьюжна». Некоторые другие журналисты, описывая звучание трио, используют термины классическая музыка, камерная музыка, кельтская музыка, блюз и фри-джаз. Обозреватель Chicago Tribune Грэг Кот обозначает стилистику коллектива как «гитарный рок», охватывающий диапазоны от «цыганского танца» до «индийской раги». Автор издания Entertainment Weekly Дэвид Браун и рецензент сайта Allmusic Том Юрек классифицируют жанр Dirty Three как инструментальный рок, инди-рок, экспериментальный рок и пост-рок.

## Дискография
Студийные альбомы
- 1992 — Dirty Three (кассета)
- 1993 — Dirty Three (диск)
- 1994 — Sad and Dangerous
- 1996 — Horse Stories
- 1998 — Ocean Songs
- 2000 — Whatever You Love, You Are
- 2003 — She Has No Strings Apollo
- 2005 — Cinder
- 2012 — Toward the Low Sun

Мини-альбомы
- 1997 — Obvious is Obvious (сплит с группой Low)
- 1998 — Sharks
- 1998 — Ufkuko
- 2001 — In the Fishtank 7 (сплит с группой Low)
- 2012 — Ulterior Motives

Синглы
- 1998 — A Strange Holiday (сплит с группой Scenic)
- 2005 — Great Waves
- 2006 — Doris (сплит с Джошем Пирсоном[англ.])

Прочее
- 1999 — Praise (саундтрек)
- 2000 — Lowlands (сборник)
- 2005 — Live! At Meredith (концертный)